# Mirjam Glazer-Ta’asa
Mirjam Glazer-Ta’asa (hebr.: : מרים גלזר-תעסה, ang.: Miriam Glazer-Taasa, ur. 11 sierpnia 1929 w Jemenie) – izraelska nauczycielka i polityk, w latach 1981–1984 wiceminister edukacji i kultury, w latach 1981–1988 poseł do Knesetu z listy Likudu.

## Życiorys
Urodziła się 11 sierpnia 1929 w Jemenie. Do Palestyny wyemigrowała w 1934. Ukończyła szkołę średnią w Tel Awiwie. W latach 1945–1948 służyła w Irgunie, a następnie w Siłach Obronnych Izraela. Ukończyła następnie studia na Uniwersytecie Hebrajskim w Jerozolimie oraz na Jewish Theological Seminary of America w Nowym Jorku. Od 1951 do 1980 uczyła w szkole w Be’er Ja’akow.
W wyborach parlamentarnych w 1981 po raz pierwszy dostała się do izraelskiego parlamentu. 11 sierpnia 1981 dołączyła do drugiego rządu Menachema Begina jako wiceminister edukacji i kultury. Stanowisko utrzymała w rządzie Icchaka Szamira. W wyborach w 1984 ponownie zdobyła mandat poselski, nie utrzymała miejsca w Knesecie w 1988.